# Simon Pasternak
Simon Pasternak (født 1. juli 1971 i Gentofte) er en dansk forfatter og forlagsredaktør. Han er uddannet cand.mag. i litteraturvidenskab.
Sammen med forfatter Christian Dorph har Simon Pasternak skrevet og udgivet tre bøger i en krimiserie, der starter sin handling i 1975, og fortsætter op igennem sidste fjerdedel af det tyvende århundrede.
Titlerne på de foreløbigt udgivne bøger i serien, er Om et øjeblik i himlen(1975), Afgrundens rand (1979) og Jeg er ikke her (1985). En fjerde bog er for nuværende under udarbejdelse med temaerne kærlighed og terror .